# رافائل کولادو گارسیا
رافائل کولادو گارسیا (انگلیسی: Coco؛ زادهٔ ۱ ژوئیهٔ ۱۹۶۹) بازیکن سابق فوتبال اهل اسپانیا است که ابتدا در پست دفاع راست بازی می‌کرد و بعد در دوران حرفه‌ای خود در پست مدافع میانی در زمین ظاهر شد.